# Bagolyvár étterem
A Bagolyvár étterem egy nagy múltú budapesti vendéglátóipari intézmény, amely Bagolyvár Rendezvényhelyszínként folytatja 2022-től a nagy múltú tevékenységét.

## Története
A Bagolyvár étterem a múzeum második megnyitása idején, 1913-ban épült Kós Károly tervei szerint. Az építész a nagyrészt ugyancsak általa alkotott állatkerti pavilonokhoz hasonló, népies stílusban tervezte meg az épületet, közvetlenül a szomszédos Gundel étterem mellé. Neve az ezen a helyen korábban álló faszerkezetes épületből ered, amelyben baglyok is laktak. 
Az 1970-es években lepusztult állapotban volt, később felújításra került. Ebben az időszakban még az állatkert kerítése előtte húzódott.
Az étterem a Gundel-körhöz tartozott kezdettől fogva. Teraszai az Állatkert felé nyílnak. Napjainkban is változatlan formában üzemel a 100 évesnél idősebb épület, belső és külső részein 85-85 főt tud egy időben fogadni.

## Képtár

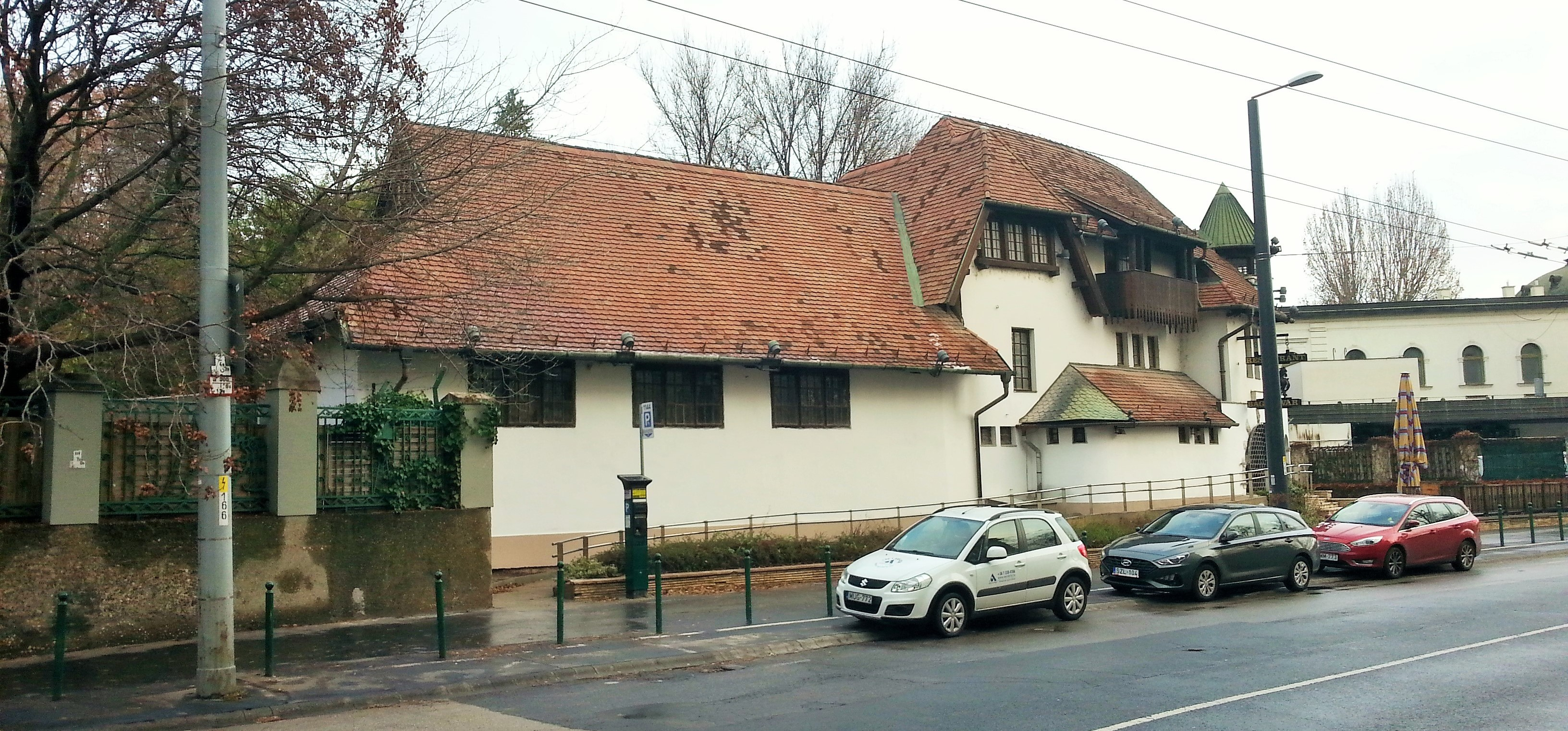
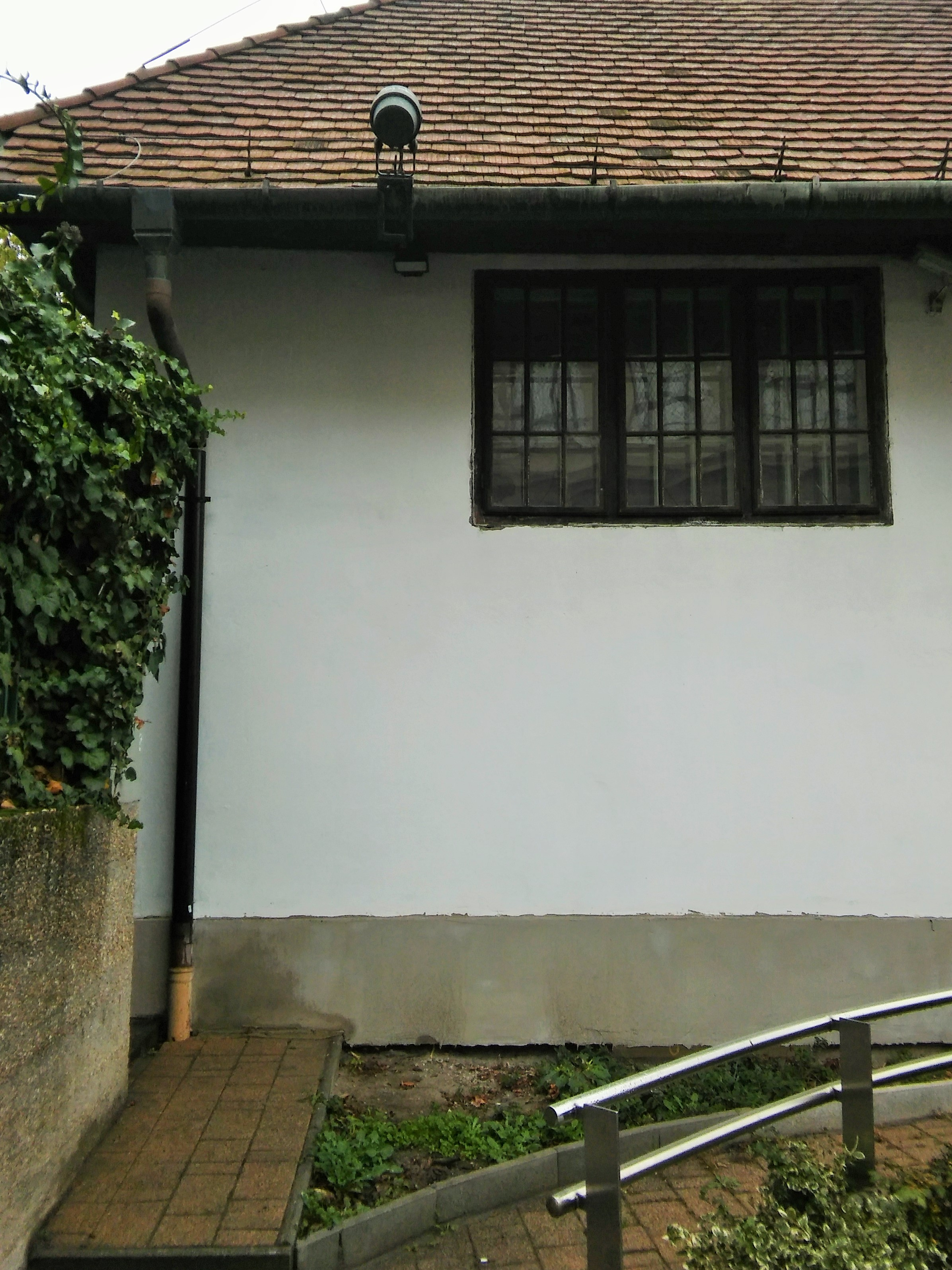
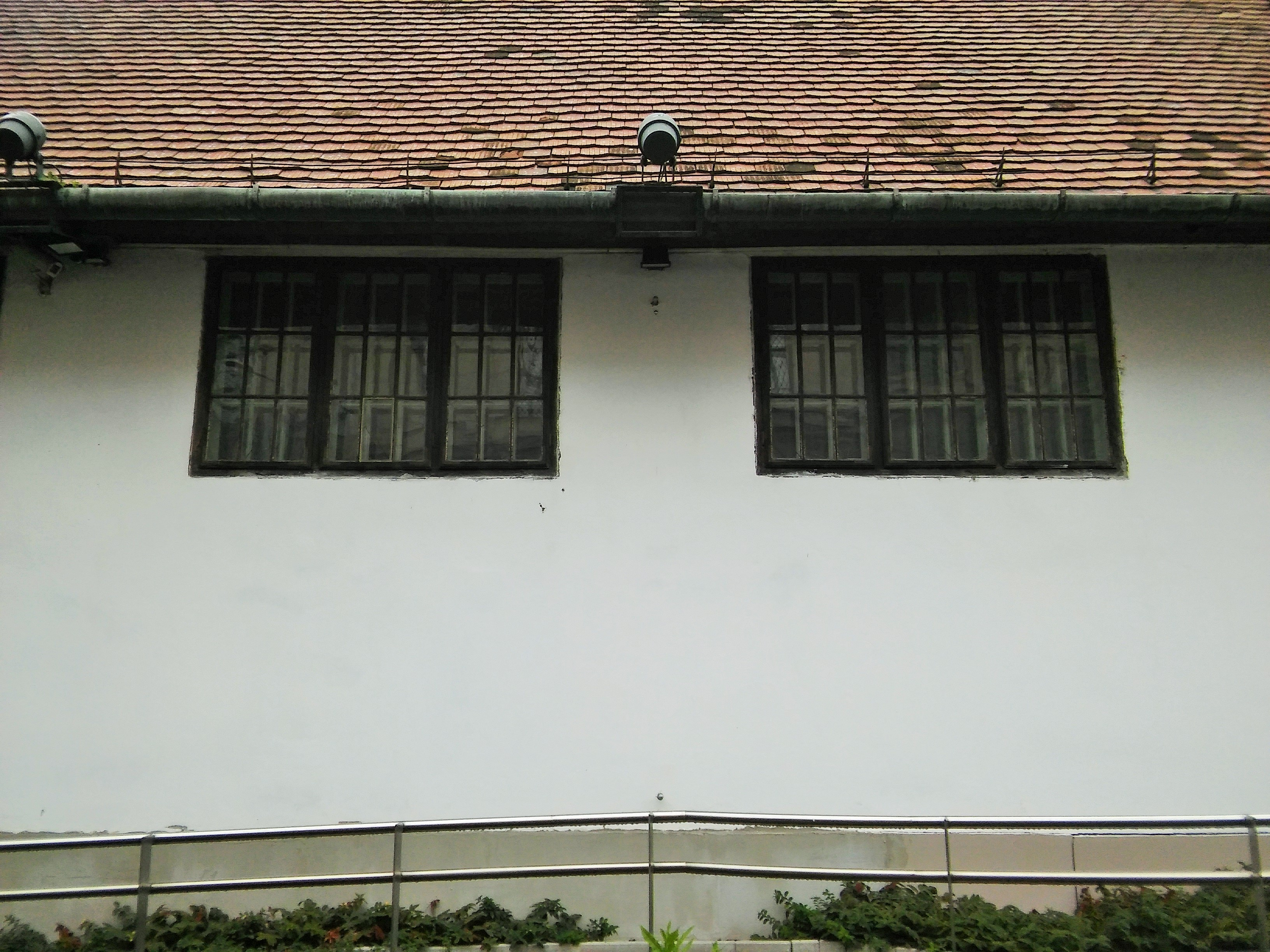
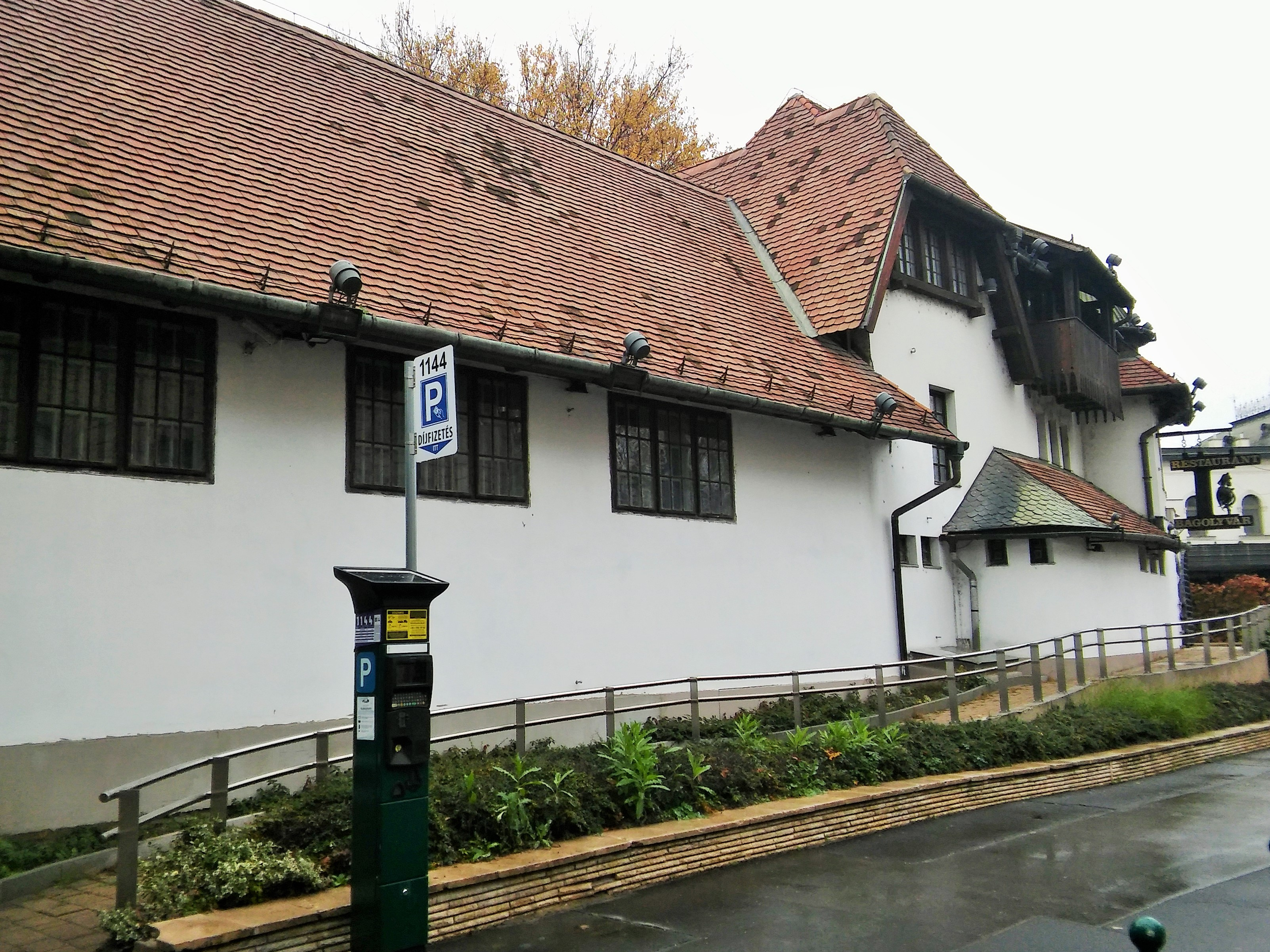
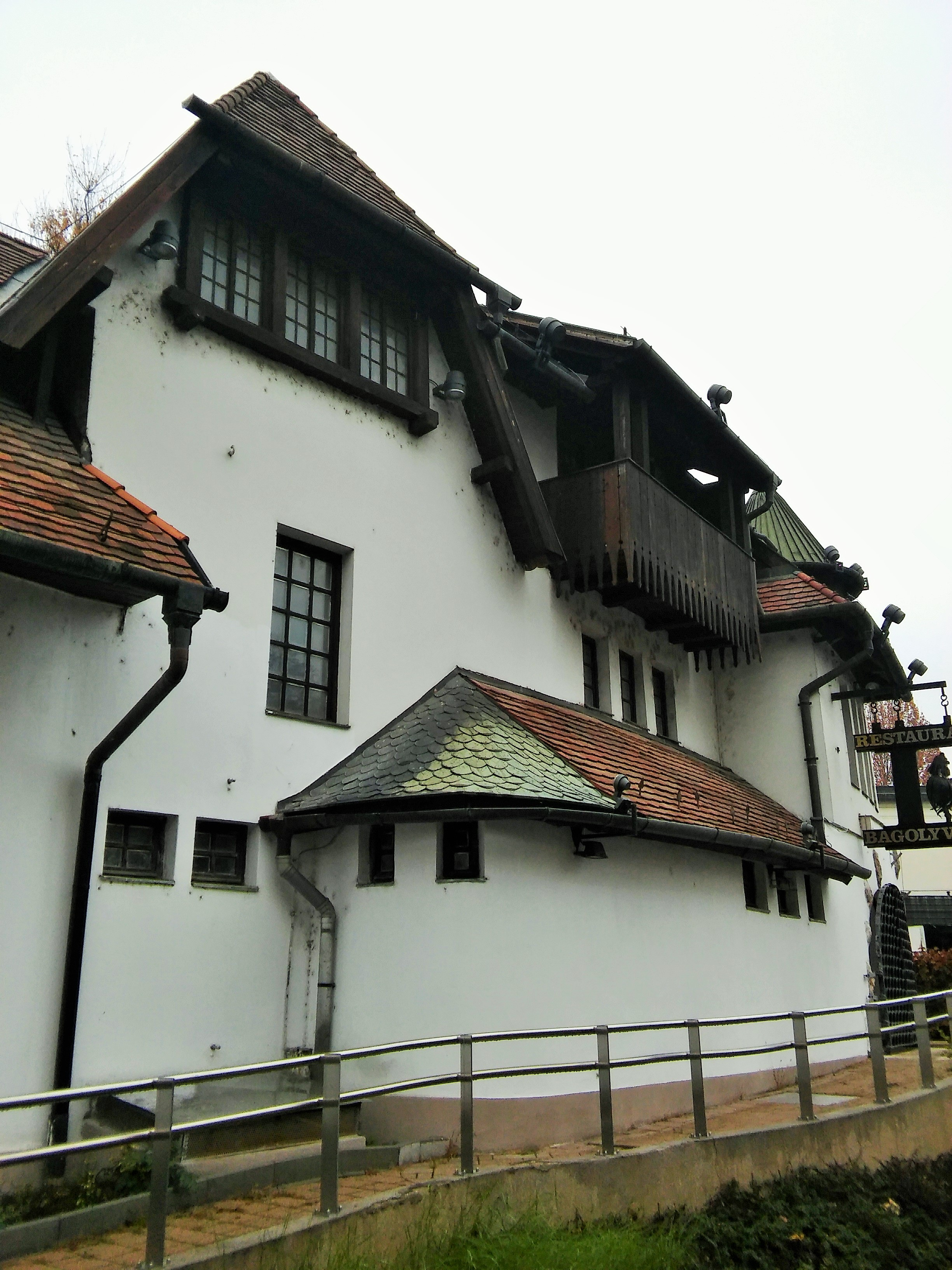
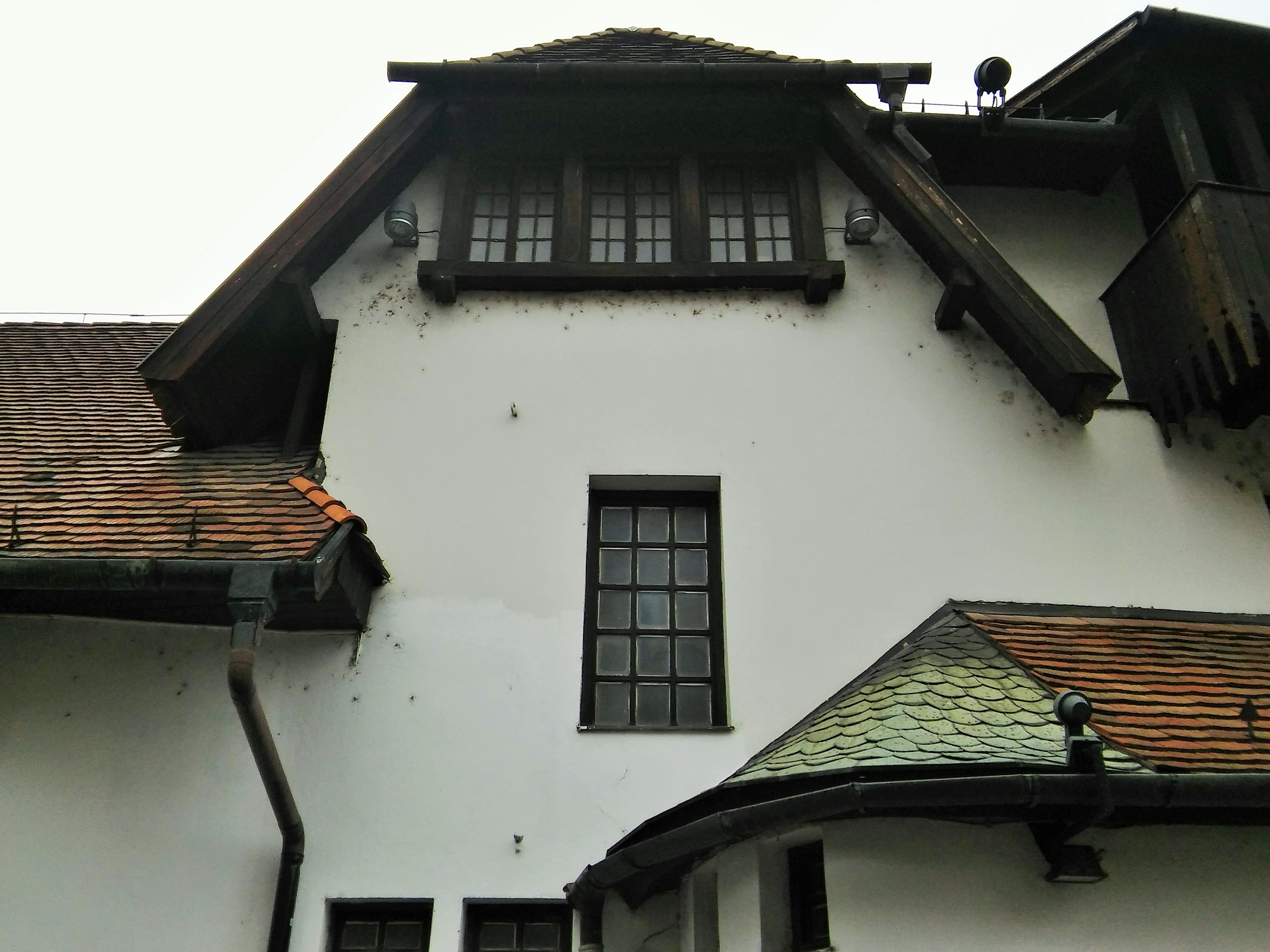
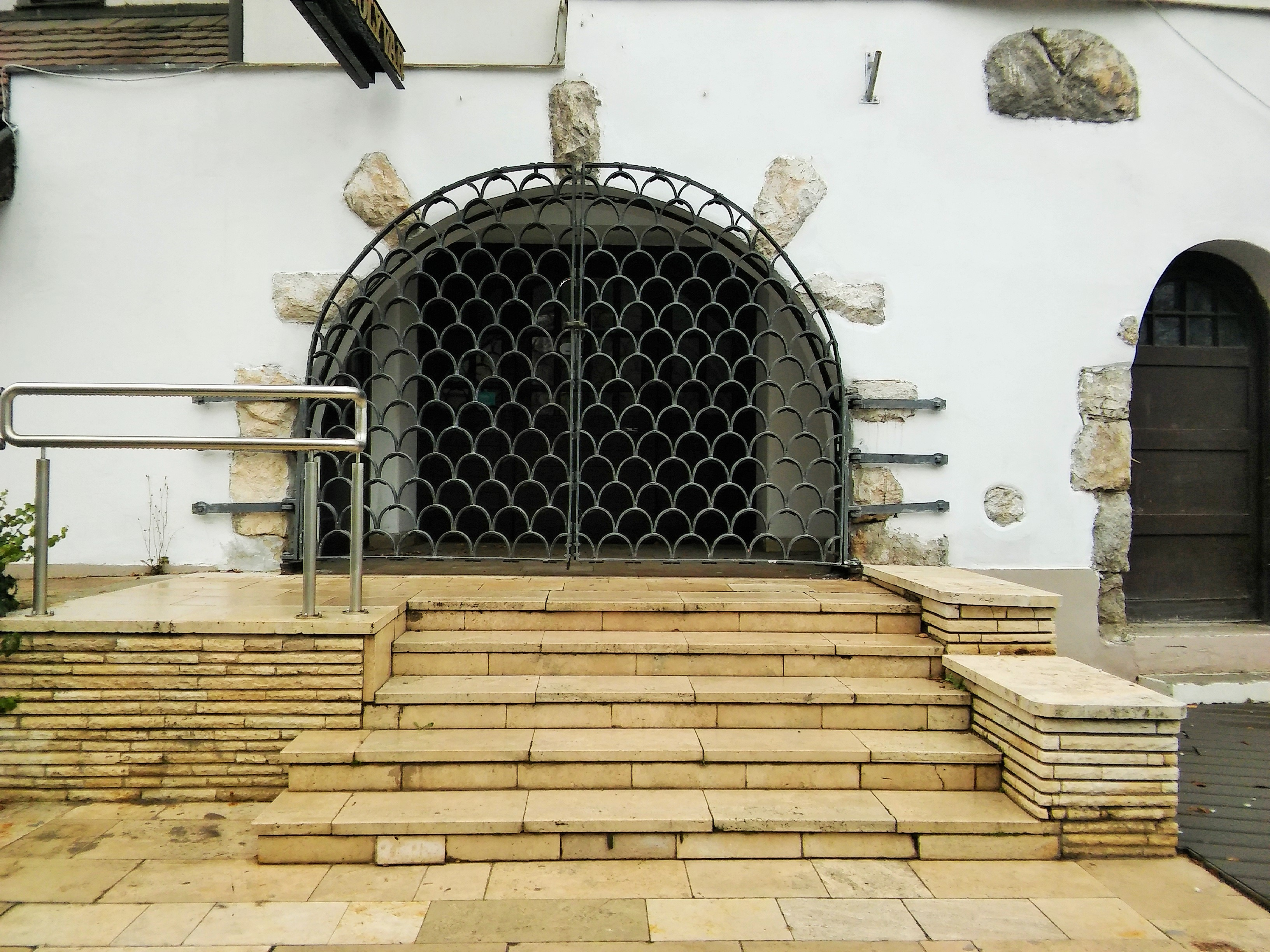
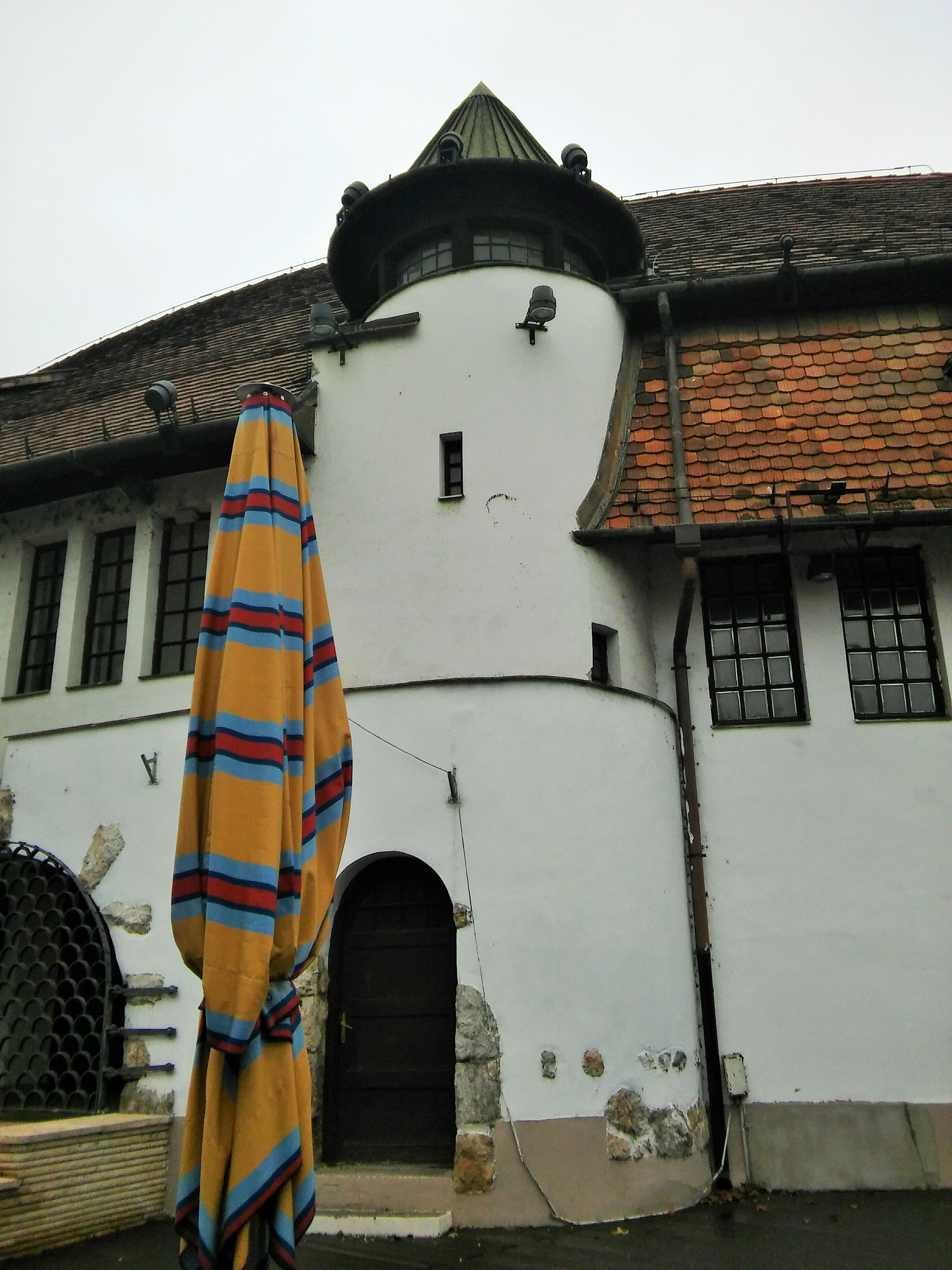
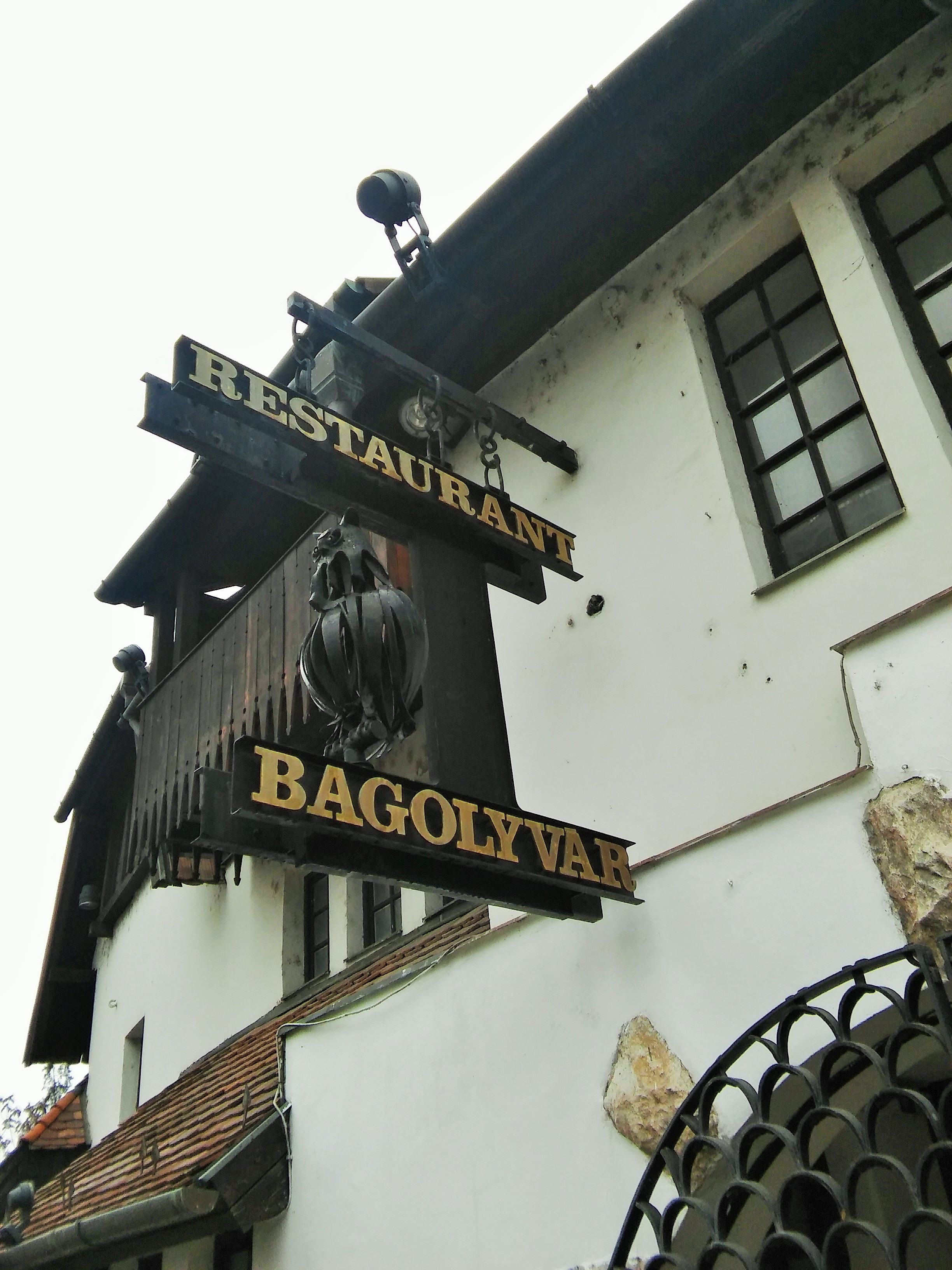
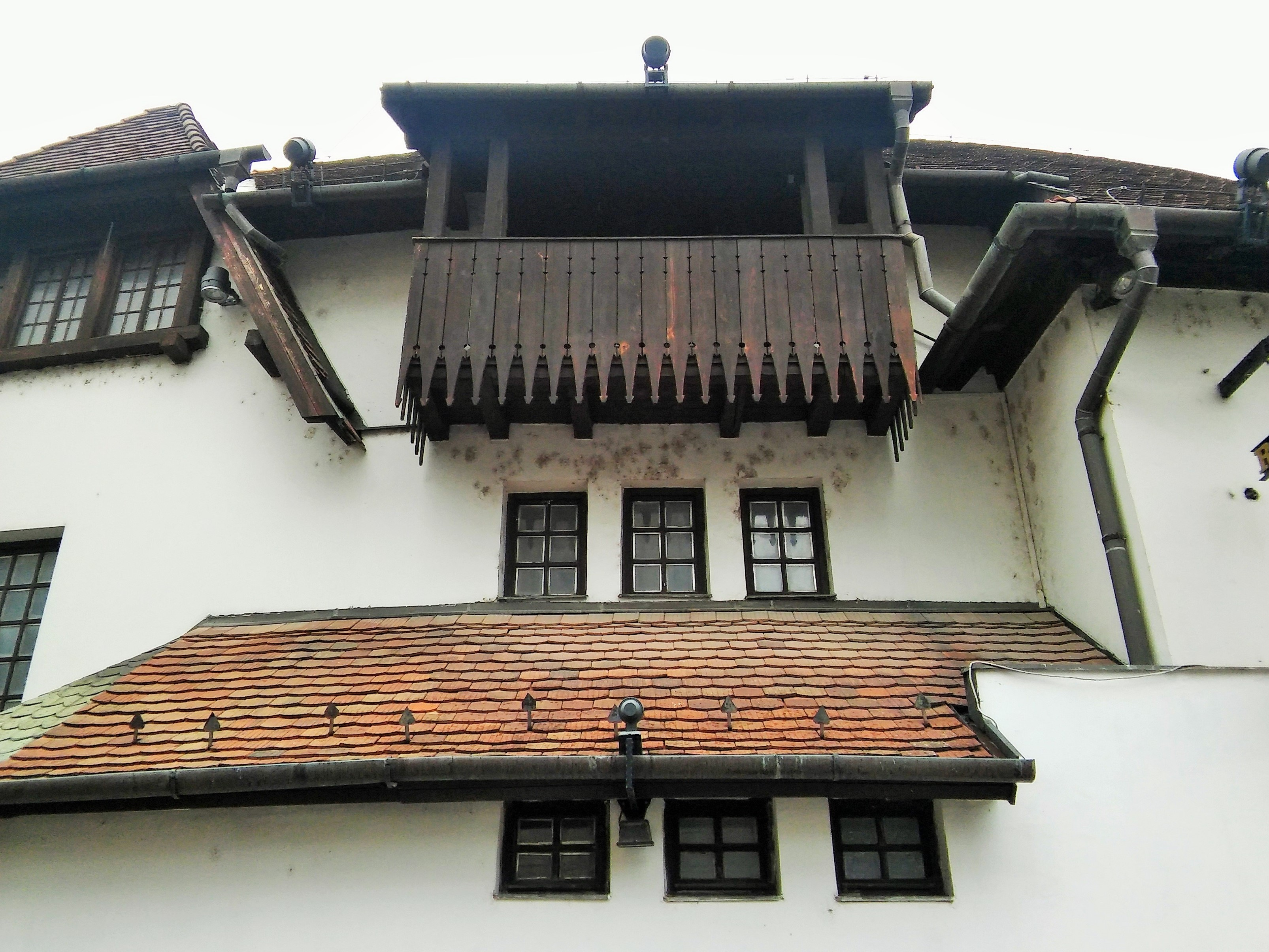
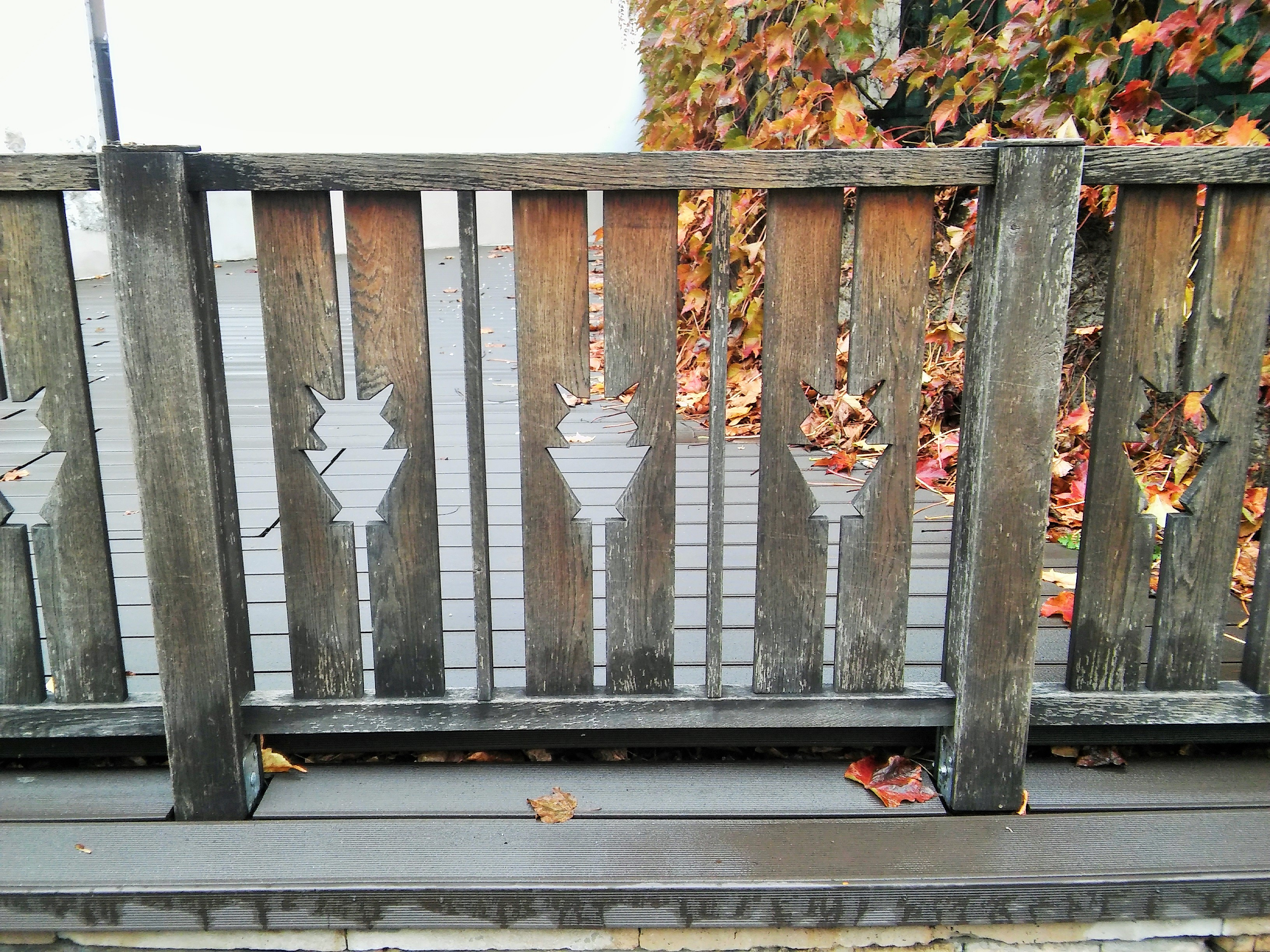

## Régi fényképek
- Bagolyvár. mandadb.hu. (Hozzáférés: 2021. december 13.) , , , , , ,